# Proseurytoma gallarum
Proseurytoma gallarum är en stekelart som beskrevs av Jean-Jacques Kieffer 1910. Proseurytoma gallarum ingår i släktet Proseurytoma och familjen kragglanssteklar. Inga underarter finns listade i Catalogue of Life.